# Chabane Pacha
 (août 2013).
Si vous disposez d'ouvrages ou d'articles de référence ou si vous connaissez des sites web de qualité traitant du thème abordé ici, merci de compléter l'article en donnant les références utiles à sa vérifiabilité et en les liant à la section « Notes et références ».
Chabane Pacha est un officier ottoman, placé à la tête de la régence d'Alger en 1592-1595.

## Biographie
Il succède à Khizr Pacha qui prend brièvement sa succession en 1592, avant de céder la place à celui-ci en 1595. Son gouvernorat est marqué par des fléaux : peste dite de Tunis, famine, ainsi qu'une grande tempête qui détruit le môle du port d'Alger et cause la perte de nombreux navires.